# 排水法
「排水法」，為物理学中一種計算測量物體體積的方法，是希臘著名數學家阿基米德發明出來的，一般被用作測量不規則形狀的物體，由於該些不規則形狀的物體無法或難以被分割成更細小的矩形立體，因很難以簡單的數學公式計算。排水法準備的工具有：杯，一隻量杯，水。把要量度體積的物體放進一個有盛滿水的杯預先在杯口旁放量杯，當物體放到杯時，水會滿溢到量杯，量杯裡的水的體積便是物體的體積。

## 一般操作
首先準備一個能夠完全容納接受測量物體的容器，將該容器以液體（例如水）完全注滿，然後將受測量物體放進容器，由於液體受測量物體的擠壓，因而會流出容器， 之外，因此流出容器的液體的體積等同受測量物體的體積，只需量度全部流出液體的體積，便可以得知受測量物體的體積。

## 改變
- 受測量物體的密度需比量度時所用的液體為大。

P.S 利用排水法來測量乒乓球的體積，因為乒乓球會浮於水面上，所以將乒乓球綁上重石(要先將重石體積量出)，使乒乓球全部沒入水中，即可得全部的總體積，包括乒乓球體積、重石體積及水的體積，此即稱為重錘法。

因此容器的維度需比受測物件的大。
- 測量物體必須難溶於水，如果易溶於水中，例如糖，則可使用飽和糖水測量之。